# Argenno
Nella mitologia greca,  Argenno  o Arginno era il nome di uno dei giovani della Beozia, noto per la sua bellezza.

## Il mito

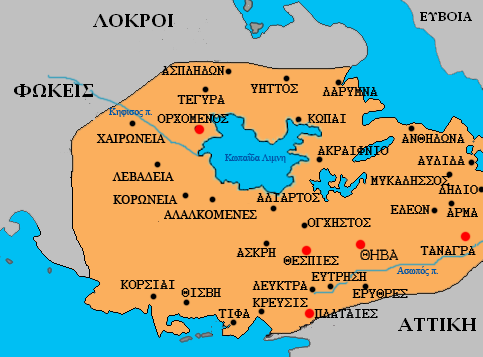
Mappa delle città nell'antica Beozia, in cui compare il corso del fiume Cefiso a nord.

Argenno era un ragazzo dalla grande bellezza. Un giorno egli si trovava nell'Aulide dove la flotta achea aspettava di poter salpare per raggiungere Troia che avevano giurato tra loro di distruggere. Il capo supremo dell'armata, Agamennone, notò, in quei luoghi,  Argenno e si innamorò perdutamente di lui. Raggiunse il ragazzo presso le rive del fiume Cefiso, cercò di sedurlo, ma non vi riuscì perché il giovane, determinato a sfuggirgli, morì annegando nelle sue acque. Agamennone addolorato, eresse in suo nome un tempio solenne dedicato ad Afrodite.

### Fonti
- Ateneo, Deipnosophistai, Libro XIII, 603
- Properzio, Libro III, 7, 22-24
- Clemente di Alessandria, Protrepticus, II.38.2

### Moderna
- Angela Cerinotti, Miti greci e di roma antica, Prato, Giunti, 2005, ISBN 88-09-04194-1.
- Anna Ferrari, Dizionario di mitologia, Litopres, UTET, 2006, ISBN 88-02-07481-X.
- Anna Maria Carassiti, Dizionario di mitologia classica, Roma, Newton, 2005, ISBN 88-8289-539-4.